# Soseňský lom
Soseňský lom je přírodní památka ležící přibližně 700 metrů směrem na jih od vesnice Soseň v okrese Rakovník. Lokalita, která je v okolí známá též pod názvem Jezírko, navazuje na okraj lesního komplexu Obecní vrch a je součástí Přírodního parku Jesenicko.  Chráněné území je v péči Krajského úřadu Středočeského kraje.

## Předmět ochrany
Předmětem ochrany je více než 50 let opuštěný žulový lom, v němž se těžila žula jámově i plošně. Lom je zatopený jezírkem s výskytem obojživelníků a vzácných rostlin.Okolní prostor je z větší části zarostlý přirozeným náletem borovice, modřínu, břízy a jinými dřevinami. Menší část plochy je porostlá rozsáhlými koberci ploníku chluponosného. V lomové vodě se vyskytuje okřehek menší (Lemna minor) a závitka mnohokořenná (Spirodela polyrhiza).
Území je významné jako shromaždiště obojživelníků, je to významná lokalita entomologická a ornitologická. Území bylo zařazeno do regionálního biocentra jako součást územního systému ekologické stability krajiny.

## Okolí
Poblíž lomu se nachází Boží kámen, registrovaný jako významný krajinný prvek. Přibližně 700 metrů severozápadním směrem od lomu leží další přírodní památka Plaviště.